# Sansone e Dalila (Mantegna)
Sansone e Dalila è un dipinto tempera a colla su tela di lino (47 × 37 cm) di Andrea Mantegna, databile al 1495-1500 circa e conservato nella National Gallery di Londra.

## Storia
L'opera fa parte di quella produzione di grisaglie che caratterizzò diverse opere del maestro mantovano negli ultimi anni dalla sua carriera, dal 1495 circa fino alla morte. Tali opere rivaleggiavano con la scultura ed erano molto apprezzate nell'ambiente della corte, anche per la scarsità di grandi scultori attivi a corte e la difficoltà di procurarsi il marmo, che doveva essere importato da territori vicini con un certo esborso economico.
La tela di Londra è di solito messa in relazione con altre della serie, in particolare con quella di analoghi formato e tecnica di Giuditta con la testa di Oloferne nella National Gallery of Ireland, con la quale ha anche in comune il tema della decapitazione.

## Descrizione e stile
In un giardino, dove una vite si attorciglia su un albero e una fontana sgorga da una parete rocciosa finendo in una sarcofago antico, Dalila è seduta mentre sta tagliando i capelli a Sansone addormentato, privandolo delle sue prodigiose forze. L'acconciatura di Dalila e la sua spalla scoperta derivano da modelli classici, quali i ritratti di matrone romane e le Veneri. La compenetrazione tra effetti pittorici e solidità imitante la scultura raggiunge un notevole vertice, grazie alla tecnica a monocromo.
L'opera ha un fondale dipinto a finto marmo, con toni bruni e rossi, e un bordo nero tutt'attorno, come la Giuditta irlandese. L'origine accoppiata delle due tele, sebbene impostate a una cromia diversa (solo grigio e bruno nella seconda, forse indice rispettivamente di alba e tramonto) è suggerita anche dall'andamento simmetrico delle venature inclinate a circa 45° gradi e dal tema offerto che sembra un'antitesi: Giuditta eroina che decapita il demoniaco Oloferne, mentre la malvagia Dalila uccide l'eroe Sansone. Il ruolo negativo di Dalila è sottolineato anche dal fatto che essa si rappresentata come diretta esecutrice del taglio dei capelli, non il barbiere come indicato nella Bibbia. Inoltre sull'albero al centro campeggia un cartiglio con la scritta FOEMINA / DIABOLO TRIBVS / ASSIBVS EST / MALA PEIOR ("La femmina malvagia è tre volte peggio del diavolo"). I due episodi si possono leggere anche come la vittoria della lussuria sulla continenza e viceversa.
Il monocromo dà effetti scultorei, come se il pittore volesse ricreare l'effetto di una stele classica, o comunque un paragone tra pittura e scultura, tema molto in voga nel Rinascimento.